# Reyemia nemesioides
Reyemia nemesioides är en flenörtsväxtart som först beskrevs av Friedrich Ludwig Diels, och fick sitt nu gällande namn av O.M. Hilliard. Reyemia nemesioides ingår i släktet Reyemia och familjen flenörtsväxter. Inga underarter finns listade i Catalogue of Life.